# Strömsholm
Strömsholm este o arie protejată (arie specială de conservare — SAC, sit de importanță comunitară — SCI) din Suedia întinsă pe o suprafață de 14,7 ha, integral pe uscat.

## Localizare
Centrul sitului Strömsholm este situat la coordonatele 58°05′43″N 13°18′07″E / 58.0952°N 13.3019°E.

## Înființare
Situl Strömsholm a fost declarat sit de importanță comunitară în iulie 2000 pentru a proteja . Situl a fost protejat și ca arie specială de conservare în martie 2011.

## Biodiversitate
Situată în ecoregiunea boreală, aria protejată conține 2 habitate naturale: Păduri caducifoliate de mlaștină fino-scandinave, Cursuri de apă de la nivel de câmpie la nivel montan, cu vegetație Ranunculion fluitantis și Callitricho-Batrachion.
La baza desemnării sitului se află un număr nedeclarat de specii protejate: